# Cryptocoryne thwaitesii
Cryptocoryne thwaitesii är en kallaväxtart som beskrevs av Heinrich Wilhelm Schott. Cryptocoryne thwaitesii ingår i släktet Cryptocoryne och familjen kallaväxter. Inga underarter finns listade.